# Liga de Tineret UEFA 2019-2020
Liga de Tineret UEFA 2019-2020 (engleză 2019–20 UEFA Youth League) este cel de-al șaptelea sezon al Ligii de Tineret UEFA, o competiție europeană intercluburi de tineret organizată de UEFA.
FC Porto este campioana din sezonul trecut.

## Echipe
Un număr total de 64 de echipe intră în competiție, ele fiind împărțite în 2 secțiuni:
- Ruta Ligii Campionilor - cele 32 de echipe de tineret ale cluburilor care s-au calificat pentru faza grupelor din Liga Campionilor 2019-2020 se află pe această rută, cu grupele decise la tragerea la sorți pentru Liga Campionilor UEFA.
- Ruta Campionilor Interni - campionii interni de tineret ai celor mai bune 32 de asociații din clasamentul coeficienților UEFA 2018 (acelalși clasament folosit și pentru seniori) sunt pe această rută. Cea de-a 31-a asociație, Liechtenstein, nu are o competiție internă de tineret, astfel că locul lor este luat de Republica Moldova, pe locul 33.

### Ruta Ligii Campionilor
| Urna 1 - Liverpool FC - Chelsea FC Londra - FC Barcelona - Manchester City FC - Juventus FC Torino - FC Bayern München - Paris Saint-Germain FC - FC Zenit Sankt Petersburg | Urna 2 - Real Madrid CF - Club Atletico de Madrid - BV Borussia 09 Dortmund - SSC Napoli - FC Șahtar Donețk - Tottenham Hotspur FC - Amsterdamsche FC Ajax - SL Benfica | Urna 3 - Olympique Lyonnais - Bayer 04 Leverkusen - FC Salzburg - Olympiacos SF Pireu - Club Brugge KV - Valencia CF - FC Internazionale Milano - GNK Dinamo Zagreb | Urna 4 - FC Lokomotiv Moscova - KRC Genk - Galatasaray SK Istanbul - RB Leipzig - Slavia Praga - FK Steaua Roșie Belgrad - Atalanta BC - LOSC Lille |  |

### Ruta Campionilor interni
| - Real Zaragoza - Derby County - Stade Rennais - FC Porto - Dinamo Kiev - BSC Young Boys - PAOK Salonic - FC Midtjylland - Maccabi Petah Tikva - APOEL Nicosia - Viitorul Constanța - Korona Kielce - IF Elfsborg - FK Qäbälä - Ludogoreț Razgrad - FK Brodarac | - Rangers - FC Minsk - FC Astana - Sogndal FC - NK Domžale - Slovan Bratislava - Sheriff Tiraspol - Shkëndija Tiranë - Íþróttabandalag Akraness - MTK Budapesta - Shkëndija - FC Honka - Bohemian FC - Zrinjski Mostar - Liepāja - FCI Levadia Tallinn |  |

## Ruta Ligii Campionilor

### Faza Grupelor

#### Grupa A
| Loc | Echipa                  | MJ | V | E | Î | GM | GP | DG | Pct | Calificare             |       | RMA   | CB    | GAL   | PSG   |
| --- | ----------------------- | -- | - | - | - | -- | -- | -- | --- | ---------------------- | ----- | ----- | ----- | ----- | ----- |
| 1   | Real Madrid CF          | 5  | 4 | 0 | 1 | 14 | 8  | +6 | 12  | Calificare în optimi   |       | —     | 3 – 0 | 2 – 4 | 6 – 3 |
| 2   | Club Brugge KV          | 5  | 3 | 0 | 2 | 10 | 7  | +3 | 9   | Calificare în play-off |       | –     | —     | 3 – 2 | 2 – 0 |
| 3   | Galatasaray SK Istanbul | 5  | 2 | 0 | 3 | 9  | 12 | −3 | 6   |                        |       | 0 – 1 | 2 – 1 | —     | 1 – 5 |
| 4   | Paris Saint-Germain FC  | 5  | 1 | 0 | 4 | 9  | 15 | −6 | 3   |                        | 1 – 2 | 0 – 4 | –     | —     |       |

#### Grupa B
| Loc | Echipa                  | MJ | V | E | Î | GM | GP | DG  | Pct | Calificare             |       | BAY   | STR   | OLY   | TOT   |
| --- | ----------------------- | -- | - | - | - | -- | -- | --- | --- | ---------------------- | ----- | ----- | ----- | ----- | ----- |
| 1   | FC Bayern München       | 5  | 3 | 2 | 0 | 15 | 2  | +13 | 11  | Calificare în optimi   |       | —     | 0 – 0 | 6 – 0 | –     |
| 2   | FK Steaua Roșie Belgrad | 5  | 2 | 2 | 1 | 7  | 11 | −4  | 8   | Calificare în play-off |       | 1 – 1 | —     | 2 – 1 | 2 – 1 |
| 3   | Olympiacos SF Pireu     | 5  | 0 | 1 | 4 | 2  | 14 | −12 | 1   |                        |       | 0 – 4 | –     | —     | 1 – 1 |
| 4   | Tottenham Hotspur FC    | 5  | 2 | 1 | 2 | 12 | 9  | +3  | 7   |                        | 1 – 4 | 9 – 2 | 1 – 0 | —     |       |

#### Grupa C
| Loc | Echipa             | MJ | V | E | Î | GM | GP | DG | Pct | Calificare             |   | ATA   | DIN   | MCY   | ȘAH   |
| --- | ------------------ | -- | - | - | - | -- | -- | -- | --- | ---------------------- | - | ----- | ----- | ----- | ----- |
| 1   | Atalanta BC        | 5  | 3 | 1 | 1 | 8  | 4  | +4 | 10  | Calificare în optimi   |   | —     | 2 – 0 | 1 – 0 | 2 – 2 |
| 2   | GNK Dinamo Zagreb  | 5  | 2 | 2 | 1 | 5  | 5  | 0  | 8   | Calificare în play-off |   | 1 – 0 | —     | –     | 1 – 0 |
| 3   | Manchester City FC | 5  | 2 | 1 | 2 | 11 | 7  | +4 | 7   |                        |   | 1 – 3 | 2 – 2 | —     | 5 – 0 |
| 4   | FC Șahtar Donețk   | 5  | 0 | 2 | 3 | 4  | 12 | −8 | 2   |                        | – | 1 – 1 | 1 – 3 | —     |       |

#### Grupa D
| Loc | Echipa                  | MJ | V | E | Î | GM | GP | DG | Pct | Calificare             |   | JUV   | ATM   | LOK   | LEV   |
| --- | ----------------------- | -- | - | - | - | -- | -- | -- | --- | ---------------------- | - | ----- | ----- | ----- | ----- |
| 1   | Juventus FC Torino      | 5  | 4 | 0 | 1 | 12 | 4  | +8 | 12  | Calificare în optimi   |   | —     | 2 – 1 | 1 – 2 | 4 – 1 |
| 2   | Club Atletico de Madrid | 5  | 3 | 0 | 2 | 8  | 8  | 0  | 9   | Calificare în play-off |   | 0 – 4 | —     | –     | 2 – 0 |
| 3   | FC Lokomotiv Moscova    | 5  | 1 | 1 | 3 | 7  | 10 | −3 | 4   |                        |   | 0 – 1 | 2 – 3 | —     | 1 – 3 |
| 4   | Bayer 04 Leverkusen     | 5  | 1 | 1 | 3 | 6  | 11 | −5 | 4   |                        | – | 0 – 2 | 2 – 2 | —     |       |

#### Grupa E
| Loc | Echipa       | MJ | V | E | Î | GM | GP | DG  | Pct | Calificare             |       | LIV   | SAL   | GNK   | NAP   |
| --- | ------------ | -- | - | - | - | -- | -- | --- | --- | ---------------------- | ----- | ----- | ----- | ----- | ----- |
| 1   | Liverpool FC | 5  | 3 | 1 | 1 | 14 | 4  | +10 | 10  | Calificare în optimi   |       | —     | 4 – 2 | 0 – 1 | 7 – 0 |
| 2   | FC Salzburg  | 5  | 3 | 1 | 1 | 17 | 8  | +9  | 10  | Calificare în play-off |       | –     | —     | 1 – 1 | 7 – 2 |
| 3   | KRC Genk     | 5  | 2 | 1 | 2 | 5  | 6  | −1  | 7   |                        |       | 0 – 2 | 0 – 2 | —     | 3 – 1 |
| 4   | SSC Napoli   | 5  | 0 | 1 | 4 | 5  | 23 | −18 | 1   |                        | 1 – 1 | 1 – 5 | –     | —     |       |

#### Grupa F
| Loc | Echipa                   | MJ | V | E | Î | GM | GP | DG | Pct | Calificare             |       | INT   | SLA   | BVB   | BAR   |
| --- | ------------------------ | -- | - | - | - | -- | -- | -- | --- | ---------------------- | ----- | ----- | ----- | ----- | ----- |
| 1   | FC Internazionale Milano | 5  | 3 | 0 | 2 | 13 | 7  | +6 | 9   | Calificare în optimi   |       | —     | 4 – 0 | 4 – 1 | –     |
| 2   | SK Slavia Praga          | 5  | 3 | 0 | 2 | 8  | 11 | −3 | 9   | Calificare în play-off |       | 4 – 1 | —     | 1 – 0 | 0 – 4 |
| 3   | BV Borussia 09 Dortmund  | 5  | 3 | 0 | 2 | 7  | 8  | −1 | 9   |                        |       | 2 – 1 | –     | —     | 2 – 1 |
| 4   | CF Barcelona             | 5  | 1 | 0 | 4 | 8  | 10 | −2 | 3   |                        | 0 – 3 | 2 – 3 | 1 – 2 | —     |       |

#### Grupa G
| Loc | Echipa                    | MJ | V | E | Î | GM | GP | DG  | Pct | Calificare             |       | BEN   | OLL   | ZEN   | LEI   |
| --- | ------------------------- | -- | - | - | - | -- | -- | --- | --- | ---------------------- | ----- | ----- | ----- | ----- | ----- |
| 1   | SL Benfica                | 5  | 4 | 0 | 1 | 16 | 6  | +10 | 12  | Calificare în optimi   |       | —     | 1 – 2 | –     | 2 – 1 |
| 2   | Olympique Lyonnais        | 5  | 3 | 0 | 2 | 12 | 10 | +2  | 9   | Calificare în play-off |       | 2 – 3 | —     | 4 – 2 | –     |
| 3   | FC Zenit Sankt Petersburg | 5  | 1 | 1 | 3 | 7  | 15 | −8  | 4   |                        |       | 1 – 7 | 3 – 1 | —     | 0 – 2 |
| 4   | RB Leipzig                | 5  | 1 | 1 | 3 | 5  | 9  | −4  | 4   |                        | 0 – 3 | 1 – 3 | 1 – 1 | —     |       |

#### Grupa H
| Loc | Echipa                | MJ | V | E | Î | GM | GP | DG | Pct | Calificare             |       | AJA   | LIL   | CHE   | VAL   |
| --- | --------------------- | -- | - | - | - | -- | -- | -- | --- | ---------------------- | ----- | ----- | ----- | ----- | ----- |
| 1   | Amsterdamsche FC Ajax | 5  | 3 | 1 | 1 | 12 | 6  | +6 | 10  | Calificare în optimi   |       | —     | 4 – 0 | 0 – 1 | –     |
| 2   | Lille OSC             | 5  | 3 | 0 | 2 | 6  | 7  | −1 | 9   | Calificare în play-off |       | 1 – 2 | —     | 2 – 0 | 1 – 0 |
| 3   | Chelsea FC Londra     | 5  | 1 | 2 | 2 | 6  | 8  | −2 | 5   |                        |       | 1 – 1 | –     | —     | 3 – 3 |
| 4   | Valencia CF           | 5  | 1 | 1 | 3 | 9  | 12 | −3 | 4   |                        | 3 – 5 | 1 – 2 | 2 – 1 | —     |       |

## Ruta Campionilor interni
Sursă:

### Prima rundă
| Echipa 1                 | Total              | Echipa 2            | Tur   | Retur  |
| ------------------------ | ------------------ | ------------------- | ----- | ------ |
| APOEL Nicosia            | 2 – 1              | FK Qäbälä           | 1 – 1 | 1 – 0  |
| Shkëndija Tiranë         | 1 – 3              | Sheriff Tiraspol    | 1 – 2 | 0 – 1  |
| MTK Budapesta            | 1 – 3              | Zrinjski Mostar     | 1 – 1 | 0 – 2  |
| Real Zaragoza            | 5 – 1              | Korona Kielce       | 1 – 0 | 4 – 1  |
| FC Minsk                 | 2 – 9              | Derby County        | 0 – 2 | 2 – 7  |
| IF Elfsborg              | 1 – 3              | FC Midtjylland      | 1 – 2 | 0 – 1  |
| Sogndal FC               | 4 – 2              | FC Honka            | 3 – 1 | 1 – 1  |
| Íþróttabandalag Akraness | 16 – 1             | FCI Levadia Tallinn | 4 – 0 | 12 – 1 |
| Bohemian FC              | 1 – 2              | PAOK Salonic        | 1 – 1 | 0 – 1  |
| Stade Rennais            | 2 – 1              | FK Brodarac         | 2 – 1 | 0 – 0  |
| BSC Young Boys           | 5 – 5              | Rangers             | 3 – 3 | 2 – 2  |
| FC Porto                 | 7 – 2              | Liepāja             | 4 – 2 | 3 – 0  |
| Viitorul Constanța       | 0 – 2              | NK Domžale          | 0 – 0 | 0 – 2  |
| Slovan Bratislava        | 1 – 1 (4 - 2 d.p.) | Ludogoreț Razgrad   | 1 – 0 | 0 – 1  |
| Dinamo Kiev              | 10 – 2             | Shkëndija           | 8 – 0 | 2 – 2  |
| FC Astana                | 1 – 4              | Maccabi Petah Tikva | 1 – 0 | 0 – 4  |

### A doua rundă
| Echipa 1                 | Total    | Echipa 2            | Tur   | Retur |
| ------------------------ | -------- | ------------------- | ----- | ----- |
| Sheriff Tiraspol         | 3 – 3(a) | Sogndal FC          | 2 – 0 | 1 – 3 |
| Real Zaragoza            | 9 – 0    | APOEL Nicosia       | 5 – 0 | 4 – 0 |
| FC Midtjylland           | 3 – 1    | Zrinjski Mostar     | 3 – 1 | 0 – 0 |
| Íþróttabandalag Akraness | 2 – 6    | Derby County        | 1 – 2 | 1 – 4 |
| FC Porto                 | 5 – 2    | NK Domžale          | 2 – 2 | 3 – 0 |
| Dinamo Kiev              | 5 – 2    | PAOK Salonic        | 3 – 0 | 2 – 2 |
| Rangers                  | 4 – 1    | Slovan Bratislava   | 2 – 0 | 2 – 1 |
| Stade Rennais            | –        | Maccabi Petah Tikva | 2 – 0 | –     |